# Pisatelj v senci
Pisatelj v senci, tudi skriti pisec, brezimni pisec, nevidni pisec, fantomski pisec, lažni pisec, plačani pisec, je najet za pisanje literarnih, publicističnih ali drugih besedil, katerih avtorstvo je potem uradno pripisano naročniku. Pisatelja v senci najamejo slavni ljudje in politiki za pripravo svojih biografij, spominov in revijalnih člankov. Plačani so na uro, besedo ali stran, s pavšalnim honorarjem ali odstotkom od prodaje. V pogodbi med najetim piscem in avtorjem je klavzula o zaupnosti, ki pisatelja v senci zavezuje k anonimnosti. Včasih naročniki oz. založniki najetih piscev ne skrivajo. Najemanje ustvarjalcev je doma tudi v glasbi, likovni umetnosti in na drugih ustvarjalnih področjih. 

## Zgodovina
Praksa pisateljevanja v senci sega v antiko in srednji vek, naročniki so bili posvetni in cerkveni voditelji. V 19. stoletju so pisce najemali avtorji ali založniki popularnih  feljtonskih romanov. Auguste Maquet je sodeloval pri pisanju romanov Alexandra Dumasa. V 20. stoletju se je najemanje piscev razširilo na poslovni in politični svet. Alexander Hamilton je npr. vodil vso politično korespondenco predsednika ZDA Georgea Washingtona. Termin ghostwriting je med prvo in drugo svetovno vojno definiral športni funkcionar Christy Walsh, ki je vzpostavil celo skupino najetih športnih piscev. Pisateljevanje v senci je zaradi množičnosti kulturne produkcije posebej značilno za angloameriški svet. Avtorstvo slavnih osebnosti izdatno poveča prodajo, zato je pisateljevanje v senci marketinška strategija. Na Slovenskem se je beseda ghostwriting prvič pojavila leta 1960 z dobesedno razlago "duh, prikazen, ki piše (zate)", potem pa še kot "mož, ki piše knjige po naročilu za druge ljudi". v članku o Geroldu Franku. Termin se pri nas uporablja v zvezi s tujo produkcijo, za domačo je manj uveljavljen in je zaradi večje teže izvirnega avtorstva še vedno stigmatiziran.

## Vloga in delo
Pisatelji v senci se s svojimi strankami pogovorijo o njihovih željah in namenih glede sporočila in sloga ter od njih pridobijo gradivo. Naročnik besedilo pregleda in potrdi. Javne osebnosti najemajo pisce, ker same nimajo časa, discipline ali veščin za tako početje. Tudi če je znamenita oseba pisno spretna, ko gre za krajša besedila, morda ne ve, kako strukturirati in napraviti privlačno več sto strani dolgo knjigo. Nekateri založniki najemajo anonimne pisce, da povečajo število naslovov knjig pod imenom dobro znanih, tržno zanimivih avtorjev, ali da hitro izdajo aktualno knjigo, povezano z nedavnim ali pričakovanim pomembnim dogodkom.

## Kritika in etične dileme
Etične pomisleke vzbuja pojem avtorstva. Pravno gre za prodajo avtorskih pravic za namene boljšega in uspešnega trženja vsebin, problem je zamenjava avtorskega imena oz. zatajevanje pravega avtorja. Bralci se, ob razkritju, da je knjigo napisal nekdo drug, počutijo prevarane. Netransparentnost avtorstva lahko sproži dvom v njegovo pristnost. Pisateljevanje v senci je lahko v službi zavajanja javnosti, na primer ko politik najame pisca, ki ga predstavlja v ugodnejši luči. V znanstvenem segmentu, npr. pri seminarskih nalogah in zaključnih akademskih izdelkih ima najemanje drugih piscev status goljufije in se preganja. Po drugi strani zaposlovanje pisateljev v senci spodbuja medsebojno sodelovanje, ki v ospredje postavlja kakovost besedila, npr. kadar najeti pisec naročnikovo besedilo le uredi in ga slogovno, tehnično in jezikovno popravi. Etične dileme razreši korektna navedba avtorjevih sodelavcev oz. najetih piscev v impresumu ali v uvodnih zahvalah.
V praksi to skoraj vedno pomeni, da na koncu prinesejo kup papirja, v katerem so sicer navedena vsa strokovno neoporečna dejstva, a nametana v obupnih stavkih, s polno brezzveznega čveka. Agencija nato najame človeka, ki mu pravijo copywriter ali za daljša besedila ghostwriter, po domače povedano človeka, ki se mu o tematiki niti ne sanja, zna pa odlično pisati. Ta se prediha skozi vse, kar so strokovnjaki popisali, in iz njihove solate naredi branje, da ga je užitek čitati. (Mazzini 1998)

## Področja pisateljevanja v senci
Pisateljevanje v senci je najbolj doma v žanrih avtobiografije, spominov, kriminalk in mladinskih romanov. Najeti pisec lahko le ureja grobe naročnikove osnutke, lahko pa napiše celotno knjigo ali članek na podlagi informacij, pripovedovanja, zapiskov ali intervjujev z javno osebnostjo, pri čemer upošteva naročnikove želje glede sloga in sporočila. Založbe kot avtorja navajajo slavno osebnost samo, da bi povečale tržno uspešnost knjige. Politiki naročajo pisanje svoje avtobiografije pred volitvami, da bi si tako zagotovili večjo prepoznavnost. Knjiga Johna F. Kennedyja Profiles in Courage je skoraj v celoti delo najetih piscev, tako tudi  biografija Donalda Trumpa, več knjig Hillary Clinton,  avtobiografija Nelsona Mandele in spomini  princa Harryja izdani v knjigi The Spare.

## Ustvarjanje pod psevdonimom
Ustvarjanje pod psevdonimom je pisanju v senci podobno zaradi skrivanja pravega avtorstva, vendar ne spada med oblike pisanja v senci. Pisatelji izberejo psevdonim, kadar se ne želijo javno izpostavljati. Popularna skrita pisateljska imena so Elena Ferrante, Thomas Pynchon, J. D. Salinger, Harper Lee. Pisanje pod psevdonimom se je izkazalo za odlično promocijsko orodje, saj skrivnost, ki spremlja avtorja, pritegne veliko bralcev. Ustvarjanje pod psevdonimom je od samega začetka pogosto tudi v slovenski knjižni produkciji. Med sodobnimi slovenskimi romanopisci ostaja narazkrit avtor romana Psi (2010), ki se je podpisal s psevdonimom Eros.

## Najeti pisci in plagiatorstvo v znanosti
V akademskem svetu je navajanje avtorstva bistveno za verodostojnost objav. Najemanje piscev spodkopava integriteto akademskega procesa in velja za akademsko nepošteno, vendar pisanje po naročilu ni nezakonito (npr. v ZDA, Združenem kraljestvu in Nemčiji). Podjetja in posamezniki služijo s prodajo študentskih vstopnih esejev, seminarskih nalog, diplomskih in magistrskih del in celo disertacij. Takšne storitve so znane kot esejski mlini. Predstavljanje tujega dela kot svojega škoduje ugledu akademske institucije in sproži sankcije v obliki odvzema akademskega naslova.
Plagiatorstvo se od najetega pisanja razlikuje v tem, da ni dogovornega značaja, ampak si podpisani avtor tuje besedilo samovoljno prilasti. Krajo razkrijejo programi za odkrivanje plagiatorstva, ki so v uporabi na univerzah. 
Najemanje strokovnih piscev prakticirajo zlasti medicinska in farmacevtska podjetja. Najetim piscem plačajo za pripravo dokumentov ali objav, slovečim znanstvenikom in zdravnikom pa plačajo, da se na te dokumente in članke podpišejo.
Glasba
Skladatelj v senci je oseba, ki komponira glasbo za poznanega skladatelja, vendar ni navedena pri končnem izdelku. Wolfgang Amadeus Mozart je bil plačan za pisanje glasbe za premožne mecene. V popularni glasbeni produkciji založbe z diskretnim najemom izkušenega tekstopisca pomagajo mladim kantavtorjem, kadar se ti spopadajo z ustvarjalno blokado. Pisatelj v senci tako napiše besedilo ali melodijo v slogu določenega glasbenika. Kadar taka pesem postane popularna, skušajo skriti pisci s tožbo priti do licenčnine.
Vizualna umetnost
V slikarstvu ali arhitekturi je včasih težko ločiti delež priznanega mojstra od deleža njegovih manj poznanih učencev. Mojster, ki se pod izdelek podpiše, lahko napravi osnutek slike, ki jo dokončajo drugi, ali popravlja poteze čopiča svojih učencev. Lahko pa se pod tako delo podpiše učenec oz. študent sam.  Andy Warhol je proizvodnjo del, ki so nastajala pod njegovim imenom, le nadzoroval. Marsikateri spomenik, ki se pripisuje Jožetu Plečniku, je pravzaprav izdelek Plečnikove šole. Avtorstvo v senci se pojavlja tudi v filmu, stripu in drugih vizualnih umetnostih.

## Dela slovenskih pisateljev v senci
- Smeh in solze: Jan Plestenjak, napisal Jaka Lucu (2005) (COBISS)
- Zoran Predin: Zgodba iz prve roke, napisal Tadej Golob (2008)
- Novo rojstvo: Iskrena izpoved o trpljenju, ljubezni in preobrazbi transseksualke Salome, napisal Tomaž Mihelič (2009)
- Trdobojec: Zgodba Dejana Zavca v dvanajstih rundah, napisal Esad Babačić (2010)
- Cavazza, napisala Vesna Milek (2013)
- Marcos Tavares: Legenda, napisala Janja Vidmar in Boštjan Narat (2022)